# Bernard de Italia
Bernard (n. 797, Vermandois, Picardia – d. 17 aprilie 818, Milano) a fost rege franc al longobarzilor din Regatul Italiei medievale între 810 și 818.

## Viața
Bernard a fost fiul ilegitim al regelui Pepin de Italia și astfel nepot al împăratului Carol cel Mare. În 810 Pepin a murit de pe urma bolii contractate în timp ce asedia Veneția; cu toate că Bernard era ilegitim, Carol cel Mare i-a permis să moștenească stăpânirea tatălui său din Italia. El s-a căsătorit cu Cunigunda de Laon în 813, cu care a avut un fiu, Pepin.
Anterior anului 817 Bernard a fost un agent de încredere al bunicului său Carol cel Mare și al unchiului său, împăratul Ludovic Piosul. Ca urmare, drepturile sale în Italia au fost respectate, iar el a fost folosit ca intermediar care să rezolve chestiunile care apăreau în sfera sa de influență. De exemplu, atunci când în 815 împăratul Ludovic a primit raporte potrivit cărora unii nobili din Roma conspiraseră în vederea asasinării papei Leon al III-lea și că acesta răspunsese prin uciderea conspiratorilor, ernard a fost cel trimis pentru a investiga acest caz.
O schimbare a intervenit în 817, atunci când Ludovic cel Pios a schițat un Ordinatio Imperii, detaliind viitoarea organizare a Imperiului francilor. Potrivit acestui plan, cea mai mare parte a teritoriului franc revenea fiului cel mai mare al împăratului, Lothar, în vreme ce Bernard nu primea niciun teritoriu suplimentar și, deși i se confirma domnia sa în Italia, urma să devină vasal față de Lothar. Acest plan, dupăcum s-a stabilit ulterior, era rezultatul influenței împărătesei, Ermengarda, care dorea ca Bernard să fie înlăturat în favoarea propriilor ei fii. Luând ca pe o ofensă acțiunile lui Ludovic în acest sens, Bernard a început să comploteze împreună cu un grup de magnați: Eggideo, Reginhard și Reginhar, dintre care ultimul era nepotul unui fost răsculat din Thuringia împotriva lui Carol cel Mare, Hardrad. Episcopii Anselm de Milano și Theodulf de Orléans au fost și eu acuzați că ar fi fost implicați în acest complot: nu există nicio evidență care să susțină sau să contrazică aceasta în cazul lui Theodulf, în vreme ce pentru Anselm situația este încă și mai neclară. Principala nemulțumire a lui Bernard era aceea de a deveni vasal al lui Lothar. În termeni practici însă, poziția sa din acel moment nu urma să fie afectată în niciun fel și el ar fi putut continua să își exercite puterea ca și până atunci.
Ludovic I a reacționat rapid față de aceste uneltiri, pornind în marș către sud de Chalon. Bernard și grupul său au fost luați prin surprindere; el s-a deplasat la Chalon într-o încercare de negociere, însă ei au fost capturați. Ludovic i-a dus la Aix-la-Chapelle, unde au fost judecați și condamnați la moarte. Ludovic a comutat sentința lor în aceea de a fi "doar" orbiți; cu toate acestea, orbirea a fost atât de traumatică încât Bernard a murit după două zile în agonie. În aceeași perioadă, Ludovic i-a tuns pe frații săi vitregi Drogo, Ugo și Theoderic și i-a trimis în diferite mănăstiri, pentru a preveni eventuale alte defecțiuni în cadrul propriei sale familii.

## Moștenirea
După dispariția lui Bernard, Regatul Italiei a fost absorbit în Imperiul Carolingian' și imediat după aceea conferit lui Lothar, fiul cel mare al lui Ludovic cel Pios. În 822, Ludovic a făcut o penitență publică la Attigny, unde a mărturisit în fața întregii curți că ar fi comis un păcat asupra nepotului său; de asemenea, el i-a reprimit alături de el pe frații vitregi. S-a considerat de către unii istorici că această schimbare de atitudine l-au lăsat pe împărat supus unei dependențe de clerici și i-au redus mult din prestigiu în rândul nobilimii france.